# San Bartolo, Teoloyucan
San Bartolo, även San Bartolo Tlaxihuicalco, är en ort i Mexiko, tillhörande kommunen Teoloyucan i delstaten Mexiko. San Bartolo ligger i den centrala delen av landet och tillhör Mexico Citys storstadsområde. Orten hade 6 404 invånare vid folkmätningen 2010.